# Takafumi Sudō
Takafumi Sudō (japanisch 須藤 貴郁 Sudō Takafumi; * 21. November 1991 in Kanuma) ist ein ehemaliger japanischer Fußballspieler.

## Karriere
Sudō erlernte das Fußballspielen in der Schulmannschaft der Yaita Chuo High School und der Universitätsmannschaft der Heisei International University. Von Ende Juli 2012 bis Saisonende wurde er an den Zweitligisten FC Machida Zelvia verliehen. Seinen ersten Vertrag unterschrieb er im Februar 2014 bei Vanraure Hachinohe. Der Verein aus Hachinohe spielte in der vierten Liga, der Japan Football League. Am Ende der Saison 2018 stieg der Verein als Tabellendritter in die J3 League auf. Für Hachinohe absolvierte er insgesamt 173 Spiele.
Am 1. Februar 2021 beendete er seine Karriere als Fußballspieler.